# Riipijärvi (Hietaniemi socken, Norrbotten, 737175-184059)
Riipijärvi är en sjö i Övertorneå kommun i Norrbotten och ingår i Torneälvens huvudavrinningsområde.